# Bostrychus aruensis
Bostrychus aruensis é uma espécie de peixe da família Eleotridae.
É endémica da Indonésia.